# پتر (روستا)

پَتَر یک روستا (ده) در جماعت پَتَر واقع در ناحیهٔ کان بادام ولایت سغد کشور تاجیکستان است.